# Грижићи
Грижићи (хрв. Grižići) су насељено место у општини Сибињ, Бродско-посавска жупанија, Хрватска.

## Историја
До територијалне реорганизације у Хрватској били су у саставу старе општине Славонски Брод.

## Становништво
У попису становништва из 2011. године, Грижићи су имали 120 становника.
| Број становника према пописима | Број становника према пописима | Број становника према пописима | Број становника према пописима | Број становника према пописима | Број становника према пописима | Број становника према пописима | Број становника према пописима | Број становника према пописима | Број становника према пописима | Број становника према пописима | Број становника према пописима | Број становника према пописима | Број становника према пописима | Број становника према пописима | Број становника према пописима |
| ------------------------------ | ------------------------------ | ------------------------------ | ------------------------------ | ------------------------------ | ------------------------------ | ------------------------------ | ------------------------------ | ------------------------------ | ------------------------------ | ------------------------------ | ------------------------------ | ------------------------------ | ------------------------------ | ------------------------------ | ------------------------------ |
| 1857                           | 1869                           | 1880                           | 1890                           | 1900                           | 1910                           | 1921                           | 1931                           | 1948                           | 1953                           | 1961                           | 1971                           | 1981                           | 1991                           | 2001                           | 2011                           |
| 168                            | 198                            | 170                            | 187                            | 185                            | 265                            | 202                            | 213                            | 227                            | 234                            | 244                            | 198                            | 173                            | 158                            | 149                            | 120                            |

Напомена: Подаци за 1869. и 1880. процењене су према укупном броју становника за некадашње насеље Одворци (Бродски Ступник). До 1931. исказивано као део насеља, а од 1948. као насеље.